# یونگ-هان کیم

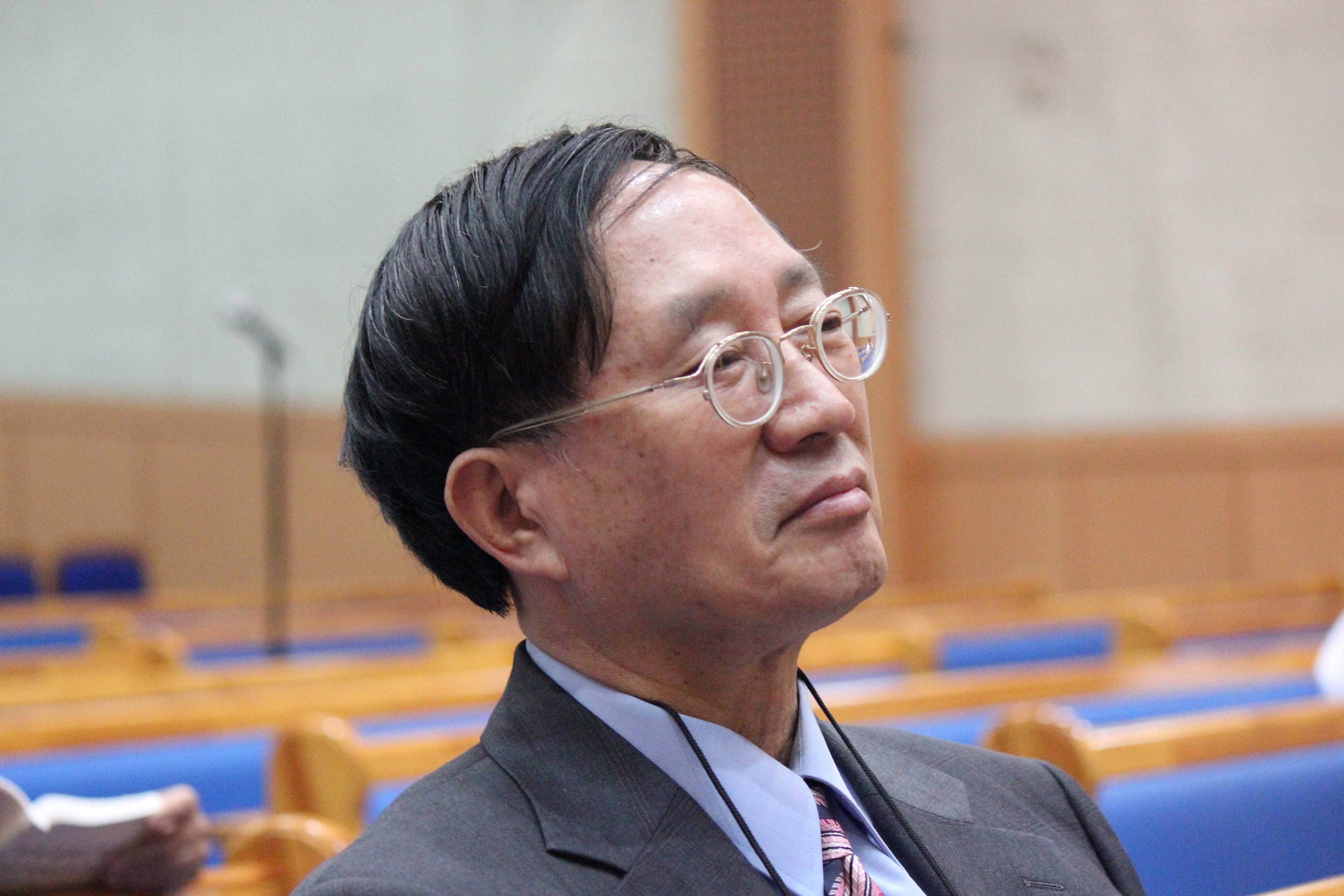
پروفسور دکتر یونگ هان کیم

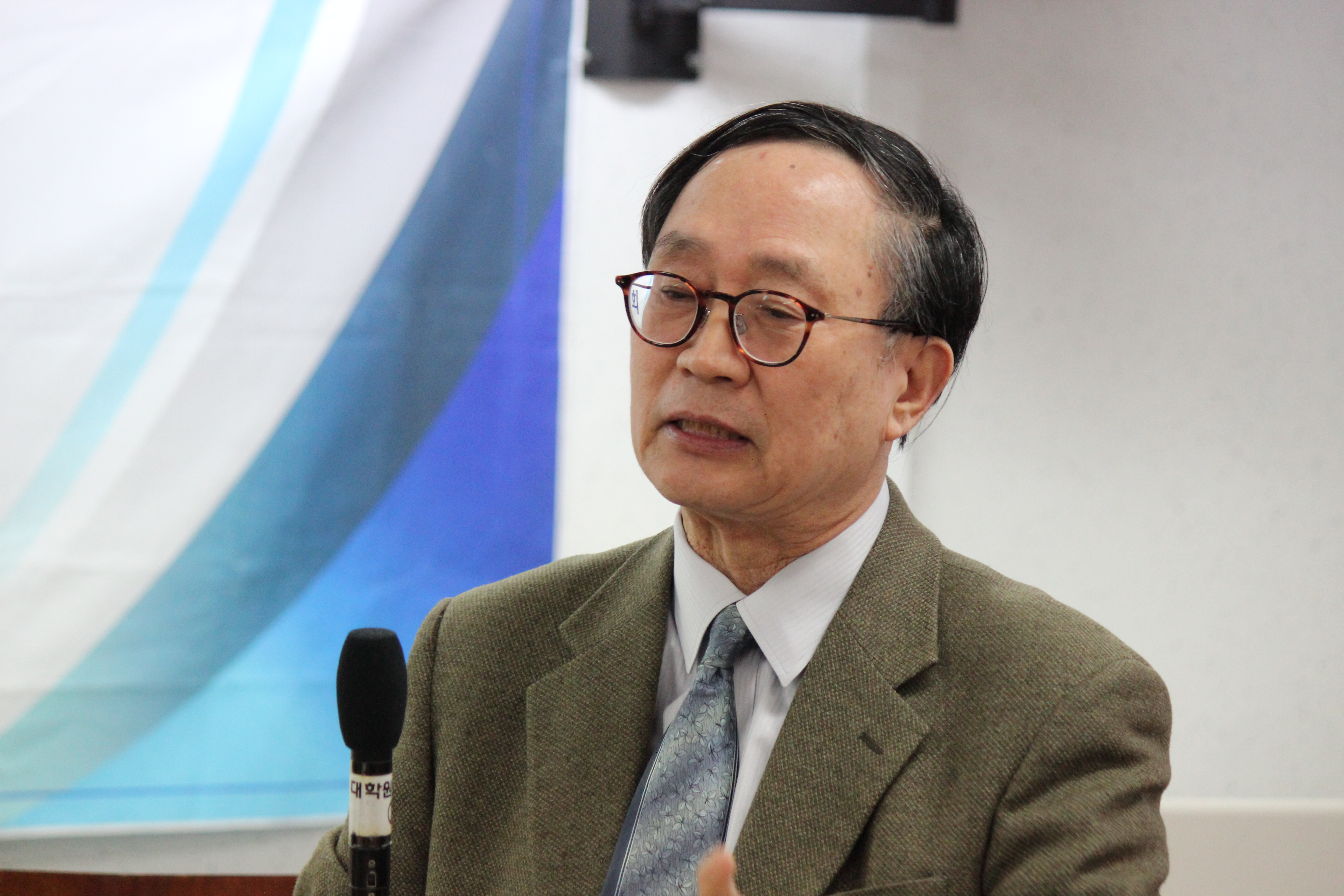
دکتر یونگ هان کیم در دانشگاه Backseok

یونگ هان کیم (کره‌ای: 김영한، 金英漢، ب. ۱۸ اکتبر ۱۹۴۶، کره جنوبی) استاد، الهی دان و وزیر منصوب شده در کره جنوبی است.
او یک محقق شناخته شده در کره جنوبی است. او انجمن الهیات کره را تأسیس کرد.
وی دانشکده تحصیلات تکمیلی مطالعات مسیحی را در دانشگاه سونگسیل راه اندازی کرد و به مدت ۳۴ سال به عنوان استاد الهیات و فلسفه مسیحی در دانشگاه سونگسیل خدمت کرد.
یونگ هان کیم از سال ۱۹۸۸ به عنوان رئیس آکادمی کریستیانا خدمت کرده‌است و بیش از ۳۰ مقاله را فقط در مجله انجمن الهیات انجیلی کره < کتاب مقدس و الهیات > ارائه نموده. و بیش از ۲۰ کتاب در الهیات سیستماتیک و فلسفه مسیحی منتشر و در زمینه‌های جزم‌شناسی، الهیات اصلاح‌شده، الهیات مدرن، هرمنوتیک، فرهنگ مسیحی مطالعه و مشارکت داشته‌است.
او در مقام رئیس انجمن الهیات انجیلی کره، رئیس انجمن هرمنوتیک کره (۲۰۰۴–۲۰۰۶)، و رئیس انجمن فلسفه مسیحی (۲۰۰۶–۲۰۱۲)، خدمت نموده‌است.

## مدارک تحصیلی
- گروه فلسفه، دانشگاه سئول (لیسانس ۱۹۷۱)،
- دانشکده فلسفه، دانشگاه سئول،
- دانشکده فلسفه، دانشگاه هایدلبرگ، آلمان (دکتر فیل، ۱۹۷۴)،
- دانشکده الهیات، دانشگاه ماربورگ، آلمان (۱۹۷۵–۱۹۷۷، پژوهشگر)،
- دانشکده الهیات، دانشگاه هایدلبرگ، آلمان (۱۹۸۴)،

## شغل دانشگاهی
- استادیار دانشگاه سونگسیل، ۱۹۷۸–۱۹۸۲
- دانشیار، دانشگاه سونگسیل، ۱۹۸۲–۱۹۸۷
- استاد ارشد، دانشگاه سونگسیل، ۱۹۸۷–اکنون
- مدیر مؤسسه تحقیقات فرهنگ مسیحی کره، دانشگاه سونگسیل، ۱۹۸۶–۲۰۰۳
- دین، دانشکده تحصیلات تکمیلی مطالعات مسیحی، دانشگاه سونگسیل، سئول، کره، ۱۹۹۸–۲۰۰۳، ۲۰۰۵–۲۰۰۹
- استاد ارشد، گروه مطالعات مسیحی، دانشگاه سونگسیل، ۱۹۹۹–۲۰۱۲
- استاد ارشد، دانشکده تحصیلات تکمیلی مطالعات مسیحی، دانشگاه سونگسیل، سئول، کره، ۱۹۹۸–۲۰۱۲.
- محقق مدعو، مدرسه علمیه پرینستون، ایالات متحده آمریکا (۱۹۸۴–۱۹۸۵)،
- محقق، مدرسه الهی، دانشگاه ییل، ایالات متحده آمریکا (۱۹۹۰–۱۹۹۱)،
- محقق مدعو، دانشکده الهیات، دانشگاه بوخوم. (۲۰۰۴/۳–۲۰۰۴/۸)،
- محقق مدعو، مدرسه علمیه پرینستون، ایالات متحده آمریکا (۲۰۰۴/۹–۲۰۰۵)

## حرفه معنوی
- انتصاب به عنوان حامی کلیسای پروتستان عیسی (Tonghab) توسط پرسبیتری سئول جنوبی، کره (۱۹۸۰)
- رئیس روحانی، دانشگاه سونگسیل، ۱۹۷۸–۱۹۸۲
- معاون در کلیسای Hallelujah، ۱۹۸۶–۱۹۸۹
- رئیس روحانی، دانشگاه سونگسیل، ۱۹۹۹–۲۰۰۲
- معاون در کلیسای پروتستان سئول، ۱۹۹۲–۲۰۱۴

## کتاب‌ها
- Husserl und Natorp: zur Problematik der Letztbegründung der Philosophie bei Husserls Phänomenologie und Natorps Neukantianischer Theorie (دکتر فیل. پایان‌نامه، هایدلبرگ، ۱۹۷۴) (نوشته شده به زبان آلمانی)
- پدیدارشناسی و الاهیات
- چالش معنوی قرن بیست و یکم، الهیات اصلاح شده: هویت و جهان گرایی، جلد ۱، ویرایش، والاس ام. آلستون جونیور و Mirchael Welker (Eerdmans: 2003)، ۳–۱۹

## مقالات به زبان انگلیسی
- "قرن اول و قرن دوم سونگسیل"، آسیا در قرن بیست و یکم و دانشگاه مسیحی، ۲۵۳–۲۷۴، اوت ۱۹۹۸.
- "Gott in Husserls transzendental phänomenologischem Denken", پدیدارشناسی در کره، Kah Kyung Cho und Jeon Sook Hahn (Hg.), Orbis Phaenomenologicus، فرایبورگ، مونیخ: آلبر۲۰۰۱، ۱۲۹–۱۵۵.
- "وظایف الهیات اصلاح شده در قرن بیست و یکم از زمینه کره"،
- کتاب مقدس و الهیات، ج. XXX، پیشنهادی از الهیات انجیلی کره به الهیات غربی، انجمن الهیات انجیلی کره، ۲۰۰۱، ۹۶–۱۱۴،
- «ایده هرمنوتیک دگرگون شده»، بررسی انجیلی الهیات، ویراستار: دیوید پارکر، سال ۲۵، شماره ۳، ژوئیه ۲۰۰۱، ۱۹۶–۲۰۹.
- «پیشنهادی از الهیات انجیلی کره به الهیات غربی»، کتاب مقدس و الهیات جلد. XXX، پیشنهادی از الهیات انجیلی کره به الهیات غربی، انجمن الهیات انجیلی کره، ۲۰۰۲، انتشارات کلمه زندگی، ۶–۱۱
- «هویت الهیات اصلاح‌شده و جهانی بودن آن در قرن بیست و یکم: الهیات اصلاح‌شده به‌عنوان الهیات فرهنگی تحول‌آفرین»، در: الهیات اصلاح‌شده: هویت و جهان‌شناسی، والاس ام. ۳–۱۹
- «وحدت و تنوع Evangelicalism»، ج. ۳۵، ۱۷ ص. کتاب مقدس و الهیات، انجمن الهیات انجیلی کره، ۲۵ مه ۲۰۰۴
- مسیحیت و فرهنگ کره ای: دلایل موفقیت مسیحیت در کره، EXCHANGE، جلد. ۳۳، شماره ۲، EJ Brill Academic Publishers، هلند، ۲۰۰۴٫۶٫۳۰، ۱۳۲–۱۵۲
- «فرهنگ قرن بیست و یکم و ایمان اصلاح‌شده»، در: مجله کره مطالعات مسیحی، جلد ۳۶، ۳۱ اکتبر ۲۰۰۴، ص. ۷۳–۹۵
- Eine neue Theologie der Kultur in Korea, Zeitschrift für Evangelische Ethik, 50, Jg. Gütersloher Verlagahaus 2006، März، ۶۰–۶۹،
- «الهیات انجیلی اصلاح‌شده» در: مجله بین‌المللی مطالعات مسیحی، جلد ۱، ۱ ژوئن ۲۰۰۶، دانشکده تحصیلات تکمیلی مطالعات مسیحی سونگسیل/گروه مطالعات مسیحی، دانشگاه سونگسیل، ۲۰۰۶، ۱۳–۳۴
- «هویت الهیات و علمی بودن آن» در: مجله بین‌المللی مطالعات مسیحی، جلد سوم، اول ژوئن ۲۰۰۷، دانشکده تحصیلات تکمیلی سونگسیل مطالعات مسیحی/ گروه مطالعات مسیحی، دانشگاه سونگسیل، ۱۵–۴۶
- «تأملی انتقادی دربارهٔ بارت و ون تیل در سنت اصلاح‌شده» در؛ مجله بین‌المللی مطالعات مسیحی، دانشگاه سونگسیل، ژوئن ۲۰۰۸، ۱۵–۳۳،
- "به سوی یک الهیات اصلاح شده ارتدوکس باز؛ بازتابی از الهیات سنتی غربی و جنبش الهیات مطلوب برای کلیسای کره." که در؛ مجله الهیات کیمچی، دسامبر ۲۰۰۹